# Karnyothrips festivus
Karnyothrips festivus är en insektsart som först beskrevs av Ian A. Hood 1939.  Karnyothrips festivus ingår i släktet Karnyothrips och familjen rörtripsar. Inga underarter finns listade i Catalogue of Life.